# Koompassia malaccensis
Koompassia malaccensis é uma espécie vegetal da família Fabaceae.
Pode ser encontrada nos seguintes países: Brunei, Indonésia, Malásia, Singapura e Tailândia.
Está ameaçada por perda de habitat.